# Chiswick Eyot
Chiswick Eyot ist eine kleine, unbewohnte Insel in der Themse. Sie liegt im Londoner Stadtteil Chiswick im südwestlichen Bezirk London Borough of Hounslow.

## Allgemeines
Die etwa 1,1 Hektar große Insel hat ihren Namen nach dem angelsächsischen Wort für Insel, Eyot bzw. Ait oder Ayt, die Bezeichnung kommt für kleine Inseln entlang der Themse häufig vor. Sie liegt, in der Form schiffsähnlich, parallel zum nördlichen Themseufer entlang der Chiswick Mall. Die Insel ist unter Ruderern bekannt, sie ist Wegmarke beim alljährlichen Boat Race. Der kleine Kanal zwischen Chiswick Mall und der Insel fällt bei Niedrigwasser der Themse teilweise trocken, so dass die Insel zu Fuß vom Themseufer erreicht werden kann.
Die nächstgelegenen Stationen der London Underground sind Stamford Brook und Ravenscourt Park der District Line.

## Frühere Nutzung
Die Insel war früher für den Fischreichtum an dieser Stelle der Themse bekannt, der letzte Lachs in der Themse wurde 1812 nahe der Insel gefangen.
Das auf der Insel wachsende Gras wurde in der Zeit, als im Londoner Stadtbezirk noch Kühe gehalten wurden, zur Versorgung der Tiere gemäht.
Der Weidenbestand der Insel wurde in früheren Zeiten zur Anfertigung von Fischkörben genutzt.
Aus dem Jahr 1895 ist die Sichtung eines Schweinswals bei der Insel bekannt.

## Gefährdung
Die Insel verliert derzeit an Fläche, etwa 6 Meter in der Breite in den letzten Jahren. Der Grund dafür sind die Höhlen und Gänge, die von einer eingeschleppten, ursprünglich in Asien beheimateten Krabbenart, der Chinesischen Wollhandkrabbe angelegt werden. Die Tiere unterhöhlen damit vor allem im Bereich des Schilfrohrbestandes den Untergrund, so dass an diesen Stellen durch die vertikale Strömungswirkung der Gezeiten der Grund weggespült wird.
Die Insel wurde 1993 zur Local National Reserve erklärt.